# Louis Bolk

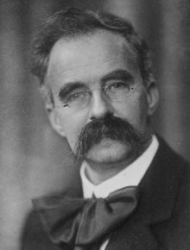
Louis Bolk

Lodewijk (Louis) Bolk (Overschie, 10 december 1866 – Amsterdam, 17 juni 1930) was een Nederlandse anatoom en embryoloog die de theorie van foetalisatie formuleerde, over de menselijke vorm. Gavin de Beer en Stephen Jay Gould ontwikkelden zijn theorie, door hun soms neotenie genoemd, later verder.
Bolk hield zich voornamelijk bezig met de menselijke evolutie. In zijn onderzoeken daarnaar sprak hij met name de wetenschappen van de fylogenetica en de biologische morfologie aan. Hij richtte zich veelal op de gelijkenissen tussen de menselijke bouw en die van de apen en de vergelijkende anatomie van de kleine hersenen ten opzichte van praktisch elke zoogdiergroep.
Bolk werd in 1898 hoogleraar anatomie aan de Universiteit van Amsterdam, waar hij in 1917 rector magnificus werd. Daar studeerde hij eerder zelf medicijnen. Bolk was tevens verantwoordelijk voor de bouw van het in 1909 geopende Anatomisch Laboratorium aan de Mauritskade.

## Foetalisatietheorie

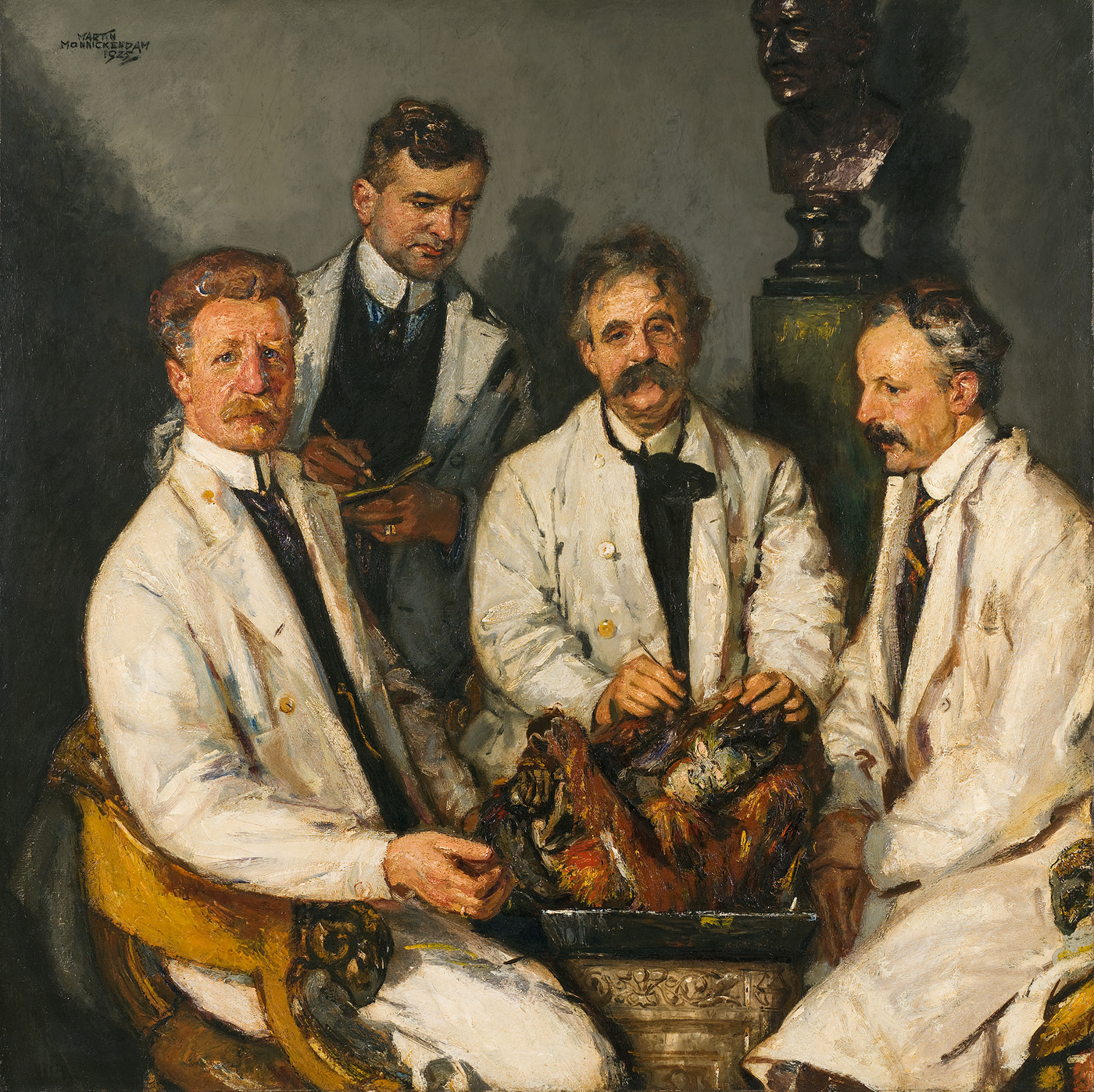
Anatomische les van Prof. L. Bolk door Martin Monnickendam. V.l.n.r.: Boeke, Barge, Bolk en Van den Broek

Bolks foetalisatietheorie houdt globaal gesteld in dat een mens een geslachtsrijp geworden foetale aap is. Naar aanleiding van bepaalde kenmerken als beperkte pigmentatie, de positie van ons achterhoofdsgat, de kaaklengte en onze bescheiden lichaamsbeharing, concludeerde Bolk dat tijdens de evolutie de aapachtige voorouder van de mens een vertraging of wellicht stilstand in zijn ontwikkelingsproces doormaakte. Daardoor heeft de huidige volwassen mens veel voor apen foetale kenmerken nog steeds. De hormoonhuishouding ligt daaraan volgens Bolk ten grondslag.

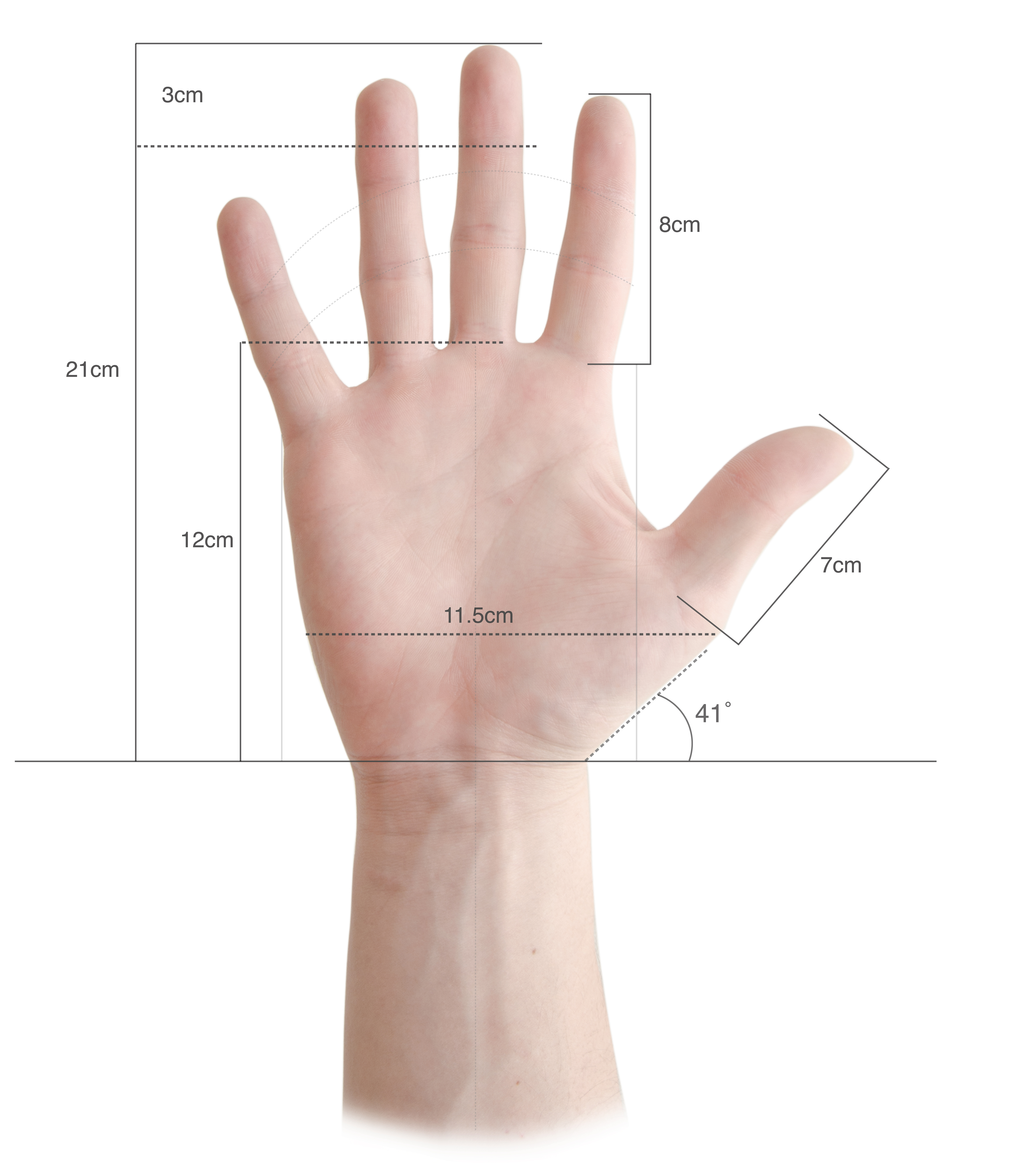
Handafmetingen volgens de foetalisatietheorie

Bolk overleed op zijn 64e aan de gevolgen van kanker. In 1918 kostte dit hem al de amputatie van zijn rechterbeen. Toen de kanker later terugkwam, nam hij in 1930 ontslag. Een maand later stierf hij.